# José Ortega Chumilla
José Ortega Chumilla (Yecla, 2 de octubre de 1963) es un ex boxeador español. Formó parte de la selección española de boxeo, fue campeón de España en los años 1981, 1982, 1983, 1985, 1986 y 1989 y obtuvo el subcampeonato en 1984 donde fue Toyi-Castro vencedor por puntos. Durante años es destacada su labor en los pesos pesados y consigue la clasificación para acudir a las Olimpiadas Seúl 88 y Barcelona 92 (donde conceden diploma olímpico al caer en preliminares en cada una de sus dos oportunidades). Es padre del jugador profesional de baloncesto José Ortega Soriano, que juega en las filas del MoraBanc Andorra.

## Biografía
Nacido en Yecla ( Murcia) el 2 de octubre de 1963 en el seno de una familia humilde, que a temprana edad el destino hace que José crezca bajo la tutela de su abuelo. Este es un gran aficionado al Boxeo y será el principal protagonista en la vida de nuestro hombre ya que inculca el amor por este deporte  que tenía en Mohamed Ali como uno de sus ídolos del cuadrilátero. 
José da sus primeros pasos en boxeo en el año 1979 en el gimnasio de D.Manuel Lorente  un exboxeador que se afincó en Yecla con el afán de crear una escuela de Boxeo. Curiosamente prueba a José y se convence del potencial que atesora. En 1982 entra en la selección española de Boxeo, que no abandonaría hasta su retirada en 1992, donde participa en dos campeonatos de Europa, uno en Budapest en 1985 y el otro  en Turín donde fue eliminado  por el italiano Luigi Gaudano (el mismo hombre que privaría tiempo después de la medalla de plata en los Juegos del Mediterráneo que se jugaron en Latakia, Siria, donde obtuvo la de bronce junto al catalán Manuel Sierra) y en  dos campeonatos mundiales. 
Su balance en los Juegos del Mediterráneo es de dos participaciones con medallas de plata y bronce como premios obtenidos. En los torneos que se jugaron en Copenhague (Dinamarca) en 1.986 y en Venecia 1.987 consigue medallas de bronce. En nuestro país se alza campeón de España en los años 1981, 1982, 1983, 1985, 1986 y 1989 y obtiene el subcampeonato en el 1984 donde  fue Toyi-Castro vencedor por puntos. Durante años es destacada su labor en los pesos pesados y consigue la clasificación para acudir a las Olimpiadas Seúl 1988 y Barcelona 1992 (donde le conceden diploma olímpico al caer en preliminares en cada una de sus dos oportunidades). 
En sus campeonatos de España aficionados debemos destacar  la victoria  en el primer asalto  a Jose González (Castilla y León) en 1986 donde pasa a la final y vence a Jose Zabala (Cantabria) por K.O. también en el primer asalto. Como la que obtuvo en los que se celebraron en Almería en 1982 donde destacarían su técnica  y preparación donde  finalmente  vence al catalán  José Llora. 
Un año después, en 1983, es invitado a pelear en Barcelona en una velada-homenaje al peso superpesado  Santiago Simón al conseguir el oro y por lo tanto nuevo campeón de España al igual que hizo Chumilla  en los pesados. En este campeonato se le reconoce como una joven promesa de nuestro boxeo (que  con el tiempo lo irá demostrando durante su carrera en el boxeo olímpico amateur) ya que en la final no deja respiro a su oponente de Tenerife Julio Batista  que en el segundo asalto abandonaba el combate.

Otro campeonato que conquista con mérito es el de 1985 donde tras superar todas  las rondas vence en la final al púgil Gallego Arcadio Rivas que tan sólo le dura un asalto derribándole por K.O . Días después (sábado 23 de noviembre) el potente equipo que por aquel entonces tenía la región de Murcia disputará en Hospitalet (Barcelona) una velada  Hospitalet – Murcia con los catalanes  Luis Castelló (pesado) contra el yeclano José Ortega Chumilla. En el semifondo, Emiliano Gallego (Hospitalet) campeón de  Cataluña del peso superwelter, frente al murciano, Cristóbal Fortes, en los superligeros Juan de Dios Sierra (Hospitalet) frente a José Ortega Chumilla, de Murcia, y en los ligeros  García contra Puche (Murcia). Llegaríamos al año 1989, otro gran año para el yeclano ya que vence al madrileño Pablo Hernández  en otro rotundo K.O en su segundo asalto, consiguiendo así su última medalla de Oro como campeón de España.
En los conocidos torneos Boxam 89 de Tenerife consigue medalla de Oro al vencer al Galo Dominique Delord por puntos (5-0) y en los de Barcelona 92 Plata. Una vez finalizada su carrera dejaba en su haber 218 combates disputados. Su paso a profesional será de dos combates que disputa en Francia y en 1992 colgaba los guantes. 
En 1992, tras los Juegos Olímpicos de Barcelona, el deportista yeclano colgó los guantes, pero nunca dejó de lado su pasión. Y es que además de ejercer como bombero, José Ortega ha seguido ligado al mundo del boxeo, enseñando a los más jóvenes los golpes que le llevaron al éxito.
Actualmente, de profesión bombero, sigue ligado al boxeo como entrenador y propietario del Club Boxeo Yecla. Además un pabellón deportivo de su ciudad (Yecla) es rotulado con su nombre como Pabellón Deportivo "José Ortega Chumilla".
Recientemente anunciaba su propósito de competir en los Juegos de policías y bomberos, su profesión desde que dejó el boxeo en activo. Este es un evento mundial que se celebra desde 1985 cada dos años y cuya próxima cita tendrá lugar en Montreal, Canadá, en 2017. Para lo que tendrá que imponerse en los Europeos que tendrán lugar este año en Huelva.